# Derik Lacerda
Derik Gean Severino Lacerda (Río de Janeiro, 27 de septiembre de 1999) es un futbolista brasileño que juega como delantero centro en el Cuiabá Esporte Clube del Campeonato Brasileño de Serie B.

## Trayectoria
Tras un buen paso por la Académica de Coimbra, el 19 de agosto de 2018 se oficializa su incorporación al Moreirense FC de la Primeira Liga. Debuta con el club el 28 de noviembre de 2020 al entrar como suplente en la segunda mitad en una derrota liguera por 2-1 frente al Sporting de Portugal. Su primer gol no llega hasta el 7 de febrero de 2022 en una victoria liguera por 2-1 frente al Belenenses, donde entró también como suplente en la segunda mitad del encuentro.
El 1 de agosto de 2022 se oficializa su incorporación a la SD Ponferradina de la Segunda División de España.
El 26 de julio de 2023, firma por el Cuiabá Esporte Clube del Campeonato Brasileño de Serie A, cedido por la SD Ponferradina.

## Clubes
Actualizado al último partido disputado el 28 de agosto de 2022.
| Club                          | País     | Año       | Partidos | Goles |
| ----------------------------- | -------- | --------- | -------- | ----- |
| Académica de Coimbra          | Portugal | 2019-2020 | 17       | 2     |
| Moreirense FC                 | Portugal | 2020-2022 | 46       | 2     |
| SD Ponferradina               | España   | 2022-2024 | 3        | 1     |
| Cuiabá Esporte Clube (cedido) | Brasil   | 2023      |          |       |
| Cuiabá Esporte Clube          | Brasil   | 2024-act. |          |       |